# Bianca Bazaliu
Bianca Bazaliu (født 30. juli 1997 i Slatina) er en rumænsk håndboldspiller som spiller for CSM Bucuresti og Rumæniens kvindehåndboldlandshold.